# 考拉琼德
考拉琼德，是匈牙利赫维什州所辖的一个村。总面积31.60平方公里，总人口3128，人口密度99.0人/平方公里（2011年1月1日）。